# Fútbol en los Juegos de la Francofonía
El torneo de fútbol de los Juegos de la Francofonía ocurre a cada cuatro años. Es disputado por naciones de habla francesa y participa seleccionados nacionales juveniles. Canadá, Marruecos y el Congo son las únicas naciones que han ganado el torneo por dos veces.

## Palmarés
| Año  | Sede            | Campeón         | Final Resultado | Subcampeón      | Tercer lugar | Resultado        | Cuarto lugar                    |
| ---- | --------------- | --------------- | --------------- | --------------- | ------------ | ---------------- | ------------------------------- |
| 1989 | Marruecos       | Canadá          | 4-1             | Marruecos       | Congo        | 3-2              | Francia                         |
| 1994 | Francia         | Francia         | 3-2             | Egipto          | Congo        | 2-1              | Marruecos                       |
| 1997 | Madagascar      | Canadá          | 0-0 (3-2 pen.)  | Congo           | Camerún      | 2-1              | Madagascar                      |
| 2001 | Canadá          | Marruecos       | 1-0             | Francia         | Egipto       | 3-0              | Camerún                         |
| 2005 | Níger           | Costa de Marfil | 3-0             | Senegal         | Burkina Faso | 0-0 (5-4 pen.)   | Camerún                         |
| 2009 | Marruecos       | Congo           | 0-0 (5-3 pen.)  | Costa de Marfil | Marruecos    | 3-1              | Canadá                          |
| 2013 | Francia         | Congo           | 2-1             | Marruecos       | Senegal      | 0-0 (11-10 pen.) | Costa de Marfil                 |
| 2017 | Costa de Marfil | Marruecos       | 1-1 (6-5 pen.)  | Costa de Marfil | Malí         | 2-1              | República Democrática del Congo |

## Títulos por país
| País                            | Campeón        | Subcampeón     | Tercer lugar   | Cuarto lugar  |
| ------------------------------- | -------------- | -------------- | -------------- | ------------- |
| Marruecos                       | 2 (2001, 2017) | 2 (1989, 2013) | 1 (2009)       | 1 (1994)      |
| Congo                           | 2 (2009, 2013) | 1 (1997)       | 2 (1989, 1994) | -             |
| Canadá                          | 2 (1989, 1997) | -              | -              | 1 (2009)      |
| Costa de Marfil                 | 1 (2005)       | 2 (2009, 2017) | -              | 1 (2013)      |
| Francia                         | 1 (1994)       | 1 (2001)       | -              | 1 (1989)      |
| Egipto                          | -              | 1 (1994)       | 1 (2001)       | -             |
| Senegal                         | -              | 1 (2005)       | 1 (2013)       | -             |
| Camerún                         | -              | -              | 1 (1997)       | 2 (2001,2005) |
| Burkina Faso                    | -              | -              | 1 (2005)       | -             |
| Mali                            | -              | -              | 1 (2017)       | -             |
| Madagascar                      | -              | -              | -              | 1 (1997)      |
| República Democrática del Congo | -              | -              | -              | 1 (2017)      |